# Hall of Fame Tennis Championships 2017
Hall of Fame Tennis Championships 2017 — тенісний турнір, що проходив на трав'яних кортах у місті Ньюпорт, США з 17 липня. Належав до категорії ATP World Tour 250.

## Фінальна частина

### Одиночний розряд
Джон Ізнер —  Меттью Ебден 6–3, 7–6(7–4)

### Парний розряд
Айсам-уль-Хак Куреші /  Ражів Рам —  Метт Рейд /  Джон-Патрік Сміт 6–4, 4–6, [10–7]